# Emiel Mellaard
Emiel Mellaard (né le 21 mars 1966 à Spijkenisse) est un ancien athlète néerlandais spécialiste du saut en longueur.

## Palmarès

### Championnats d'Europe d'athlétisme en salle
- Championnats d'Europe d'athlétisme en salle 1989 à La Haye,  Pays-Bas
  -  Médaille d'or du saut en longueur
- Championnats d'Europe d'athlétisme en salle 1990 à Glasgow,  Royaume-Uni
  -  Médaille d'argent du saut en longueur

### Championnats d'Europe junior d'athlétisme
- Championnats d'Europe junior d'athlétisme 1985 à Cottbus,  Allemagne de l'Est
  -  Médaille de bronze du saut en longueur